# Frederik Kaiser
Pour les articles homonymes, voir Kaiser.

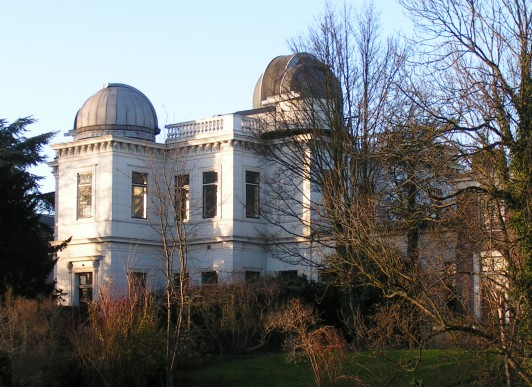
L'observatoire de Leyde

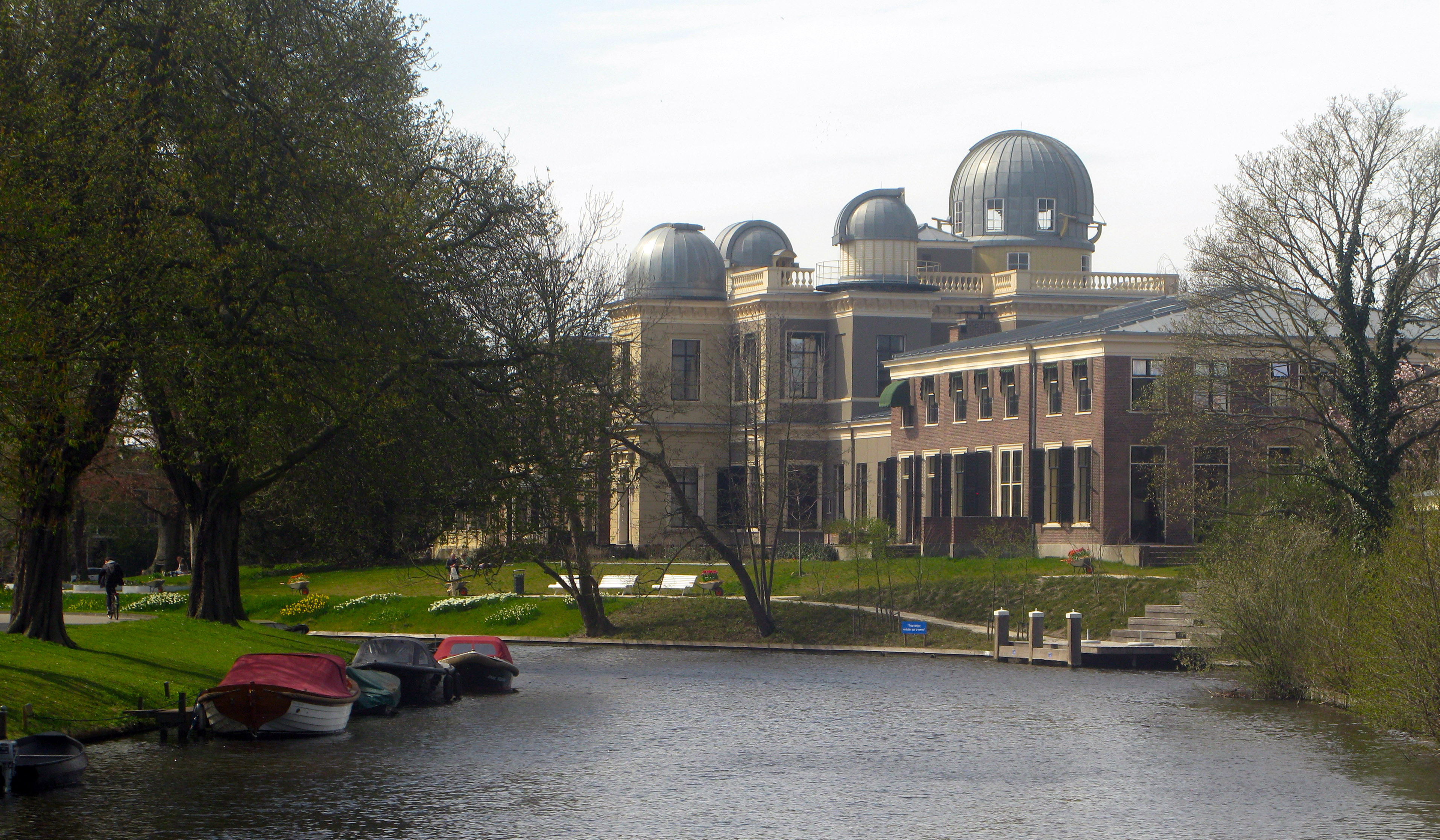
2013 après restauration

Frederik Kaiser (né le 10 juin 1808 à Amsterdam, mort le 28 juillet 1872 à Leyde) est un astronome néerlandais. Il est le directeur de l'observatoire de Leyde de 1838 jusqu'à sa mort.
Il est connu pour sa promotion de l'astronomie néerlandaise par le biais de ses contributions scientifiques des mesures positionnelles et popularise l'astronomie aux Pays-Bas, en aidant à la construction d'un observatoire moderne en 1861, aujourd'hui nommé l'ancien observatoire.
Il réalisa une série de dessins de Mars à son opposition de 1862 et détermina assez précisément sa période de rotation.
Des cratères sur Mars et sur la Lune portent son nom ainsi que l'astéroïde (1694) Kaiser.
La nomenclature martienne de Richard A. Proctor, aujourd'hui abandonnée possède une "mer de Kaiser", la nouvelle nomenclature de Giovanni Schiaparelli la nomme présentement Syrtis Major Planum.
Les parents du Kaiser étaient Johann Wilhelm Keyser et Anna Sibella Liernur mais il fut élevé par son oncle Johan Frederik Keyser à partir de l'âge de huit ans.